# Autumnal
Autumnal je sedmé album od španělské heavy metalové kapely s prvky neo-classical metalu, power metalu, progressive metalu, symphonic metalu Dark Moor.

## Seznam skladeb
1. Swan Lake (inspirováno baletem Labutí jezero Petra Iljiče Čajkovského)
2. On the Hill of Dreams (singl)
3. Phantom Queen (částečně na základě příběhu Cúchulainn a Morrigan)
4. An End So Cold (na téma Ophelia z Hamleta od Williama Shakespeara)
5. Faustus (inspirováno dramatem Faust Johanna Wolfganga von Goetha)
6. Don't Look Back (podle klasické řecké pověsti o Orfeovi a Eurydice)
7. When the Sun is Gone
8. For Her (inspirováno eposem Odysseus)
9. The Enchanted Forest
10. The Sphinx
11. Fallen Leaves Waltz